# Faustino García Roel

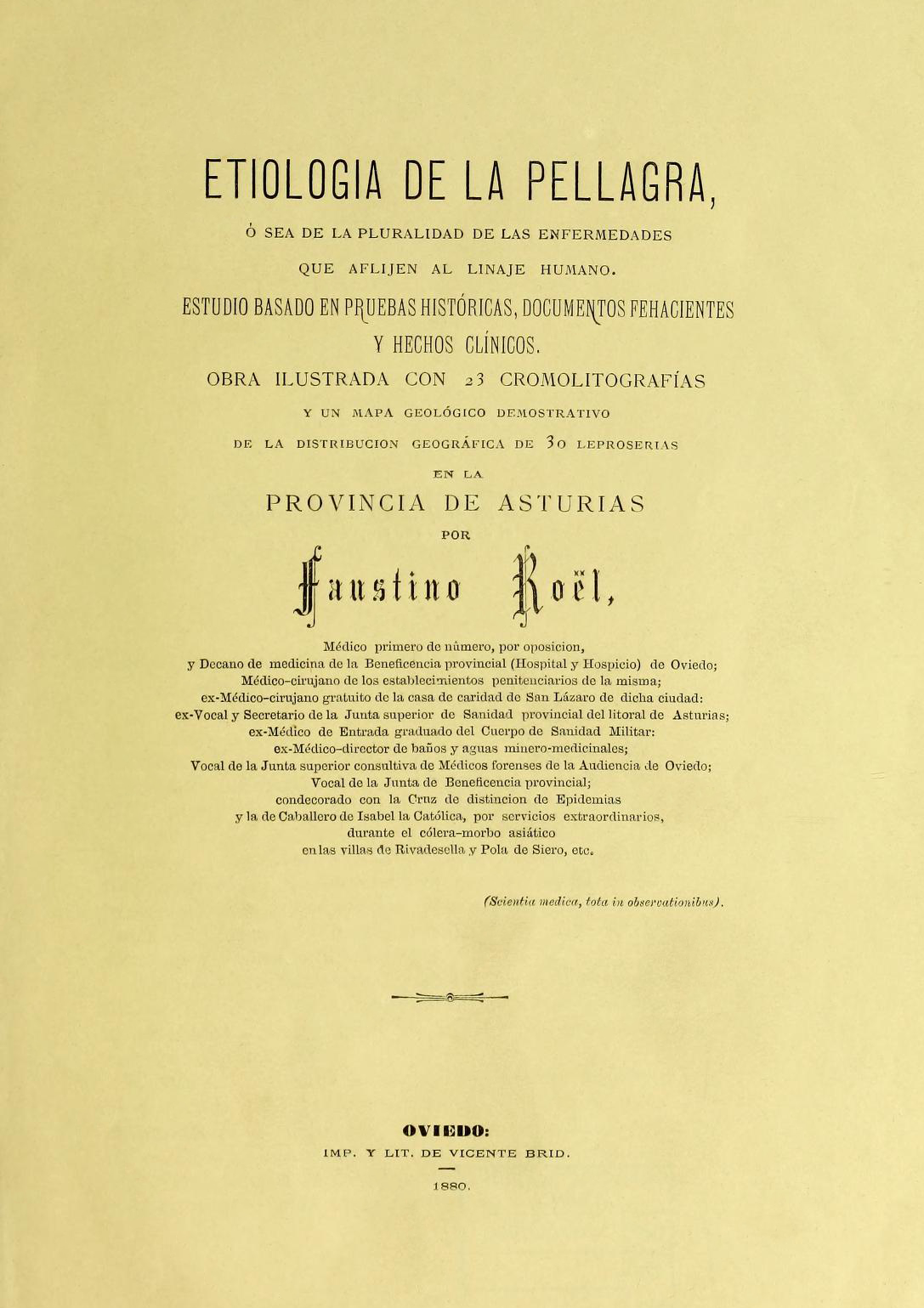
Portada del libro "Etiología de la pellagra" del Dr. Faustino García Roel (1880).

Faustino García Roel (Ceceda, 1821-Madrid, 1895) fue un médico y escritor español.

## Biografía
Nació en la localidad asturiana de Ceceda, en la que fue bautizado el 5 de mayo de 1821. Doctor en Medicina, fue director de baños y médico del cuerpo de Sanidad Militar, además de decano de la Beneficencia Provincial de Oviedo. Fue autor de diversas obras científicas y colaboró tanto en la prensa médica,  en periódicos como Los Dos Mundos y El Siglo Médico, como en otras publicaciones y en periódicos generalistas como El Fomento de Asturias, El Faro Asturiano y El Carbayón. Falleció el 20 de diciembre de 1895 en Madrid.